# Bedegkér
Bedegkér é um município da Hungria, situado no condado de Somogy. Tem 26 km² de área e sua população em 2019 foi estimada em 412 habitantes.